# NGC 1048A
NGC 1048A је спирална галаксија у сазвежђу Кит која се налази на NGC листи објеката дубоког неба.
Деклинација објекта је - 8° 32' 52" а ректасцензија 2h 40m 35,5s. Привидна величина (магнитуда) објекта NGC 1048 износи 14,7 а фотографска магнитуда 15,5. NGC 1048A је још познат и под ознакама MCG -2-7-58, PGC 10137.